# Andrew Chesterman
Andrew Peter Clement Chesterman (1946) é um acadêmico inglês, residente na Finlândia. Conhecido por seu trabalho em Estudos de Tradução, foi professor de Comunicação Multilíngue na Universidade de Helsinque, de 2002 a 2010. Chesterman foi professor do Centro de Estudos da Tradução (CETRA) na Universidade Católica de Leuven em 1999, membro do Conselho Executivo da European Society for Traslation Studies (EST) de 1998 a 2004 e membro do Conselho Consultivo Científico, do Centro de Estudos da Tradução (Universidade de Viena), de 2007 a 2010. Ele é membro da Sociedade Finlandesa de Ciências e Letras desde 2005 e Cavaleiro de Primeira Classe da Ordem da Rosa Branca da Finlândia desde 2008.

## Carreira
Chesterman estudou Línguas Modernas na Faculdade de Selwyn, em Cambridge. Mais tarde, estudou Linguística Aplicada na Universidade de Edimburgo, conquistando o título de Mestre em Letras em 1973, e foi premiado com um doutorado em Linguística, pela University de Reading em 1988. Em 1968, Chesterman se mudou para a Finlândia, lugar em que reside desde então. Em 2010, ele se aposentou de seu cargo de professor em Comunicação Multilíngue na Universidade de Helsinque, onde residiu por bom um bom tempo, mas continua ativo nos Estudos de Tradução.

## Trabalhos
- Sobre Definitividade. Um estudo com referência especial ao inglês e finlandês , Cambridge: Cambridge University Press, 1991.
- Memes da Tradução. A difusão das ideias na teoria da tradução , Amsterdã e Filadélfia: John Benjamins, 1997.
- Análise Funcional Contrastiva, Amsterdã e Filadélfia: John Benjamins, 1998.
- A teoria pode ajudar os tradutores?: Um diálogo entre a torre de marfim e a face da palavra, com Emma Wagner. Manchester: St Jerome Publishing, 2002.
- O mapa. Um guia para iniciantes sobre como fazer pesquisas em estudos de tradução , com Jenny Williams. Manchester: St Jerome Publishing, 2002.